# György Frunda
György Frunda (n. 22 iulie 1951, Târgu Mureș, România) este un om politic de etnie maghiară din România, care a fost ales de mai multe ori deputat și senator de județul Mureș pe listele partidului UDMR.

## Biografie
György Frunda s-a născut la data de 22 iulie 1951 în orașul Târgu Mureș. Tatăl său, Károly, a activat în mișcarea de rezistență anticomunistă, a organizat comitete clandestine, a fost condamnat la 12 ani de pușcărie dar a fost eliberat la amnestia din 1964. György Frunda a urmat studiile la Liceul Alexandru Papiu Ilarian din Târgu Mureș (1966-1970) și apoi la Facultatea de Drept din cadrul Universității Babeș-Bolyai din Cluj (1970-1974). Ulterior, a urmat și studii postuniversitare la Seminarul din Salzburg (1991) și la "Future of Europe" din Londra (1991-1992).
După absolvirea facultății, în perioada 1975-1995, a profesat ca avocat, membru al Baroului de Avocatură Târgu Mureș. În anul 1996 își deschide un birou de avocatură personal la Târgu Mureș, acordând consiliere juridică în următoarele domenii: drept civil, dreptul familiei, drept comercial, drept constituțional, drepturile omului și drepturile minorităților.
Înainte de 1989 nu a fost membru al Partidului Comunist Român, iar în primele zile din anul 1990 a devenit membru al Uniunii Democrate a Maghiarilor din România (UDMR). A fost ales în legislatura 1990-1992 ca deputat de Mureș, pe listele partidului UDMR, îndeplinind în această calitate funcțiile de secretar al Comisiei pentru Elaborarea Constituției și membru al Comisiei Juridice din Camera Deputaților. În cadrul activității sale parlamentare în legislatura 1990-1992, György Frunda a fost membru în grupurile parlamentare de prietenie cu Australia, Republica Venezuela, Regatul Thailanda, Regatul Unit al Marii Britanii și Irlandei de Nord.
Au urmat alegeri consecutive ca senator UDMR de Mureș în Parlamentul României. În legislatura 1992-1996, a fost vicepreședinte al Comisiei Juridice din Senat, membru al delegației române la Adunarea Parlamentară a Consiliului Europei (1993), membru al Comisiei Juridice a APCE, membru al Grupului Parlamentar al Partidului Popular European, precum și raportor pentru Lituania din partea APCE (1995).
În legislatura 1996-2000, a fost secretarul Comisiei Juridice din Senat, membru al delegației române la APCE, al doilea vicepreședinte al Comisiei Juridice a APCE și membru al Comisiilor de Monitorizare și pentru Protecția Mediului, Amenajare Teritorială și Autorități Locale, vicepreședinte al Grupului Parlamentar al Partidului Popular European (1996), membru al Comisiei pentru drepturile omului (1999-2000) și secretar al Comisiei Juridice de numiri, disciplină, imunități și validări (2000). În legislatura 1996-2000, György Frunda a inițiat 6 propuneri legislative.
György Frunda a candidat ca reprezentant al UDMR la alegerile prezidențiale din anul 1996 (obținând 761.411 voturi, adică 6,02%) și la alegerile prezidențiale din anul 2000 (obținând 696.989 de voturi, adică 6,22%).
Reales ca senator în legislatura 2000-2004, Frunda a îndeplinit funcțiile de președinte al Comisiei pentru drepturile omului din Senatul României (2002), președintele Consiliului Reprezentanților Unionali al U.D.M.R. (septembrie 2002) și președintele Comisiei pentru drepturile omului al Senatului (2003). În paralel, a deținut următoarele funcții în cadrul Consiliului Europei: vicepreședinte al Grupului Parlamentar al Partidului Popular European (2000), primul vicepreședinte al Comisiilor de Monitorizare (2002), raportor al Consiliului Europei privind națiunile, minoritățile, religia (iunie 2003). În legislatura 2000-2004, György Frunda a fost membru în grupurile parlamentare de prietenie cu Republica Orientală a Uruguayului și Regatul Maroc.
György Frunda a urmat legislatura 2004-2008, în care a îndeplinit funcțiile de președintele Comisiei pentru Drepturile Omului, Culte și Minorități, Președintele Delegației române la Adunarea Parlamentară a Consiliului Europei (APCE), vicepreședinte al Grupului Parlamentar al Partidului Popular European în Consiliul Europei (2004), membru al Comisiei Drepturilor Omului în Consiliul Europei, primul vicepreședinte al Comisiilor de Monitorizare din Consiliul Europei. În legislatura 2004-2008, György Frunda a fost membru în grupul parlamentar de prietenie cu Republica Cipru și a inițiat 17 propuneri legislative din care 5 au fost promulgate legi.
La alegerile europarlamentare din 25 noiembrie 2007, a fost ales ca deputat în Parlamentul European pentru mandatul 2007-2009, candidând pe listele UDMR pe poziția 1. El a renunțat la mandat pentru a prelua președinția Comisiei juridice la Adunarea Parlamentară a Consiliului Europei. "BEC mi-a cerut astăzi să confirm că accept să fiu europarlamentar. Am hotărât că e mai important pentru mine și pentru comunitatea maghiară din România și nu în ultim rând pentru România să ocup această funcție", a declarat el.
În legislatura 2008-2012, György Frunda a fost membru în grupurile parlamentare de prietenie cu Republica Indonezia și Republica Coasta de Fildeș, a inițiat 24 de propuneri legislative, dintre care 7 au fost promulgate legi.
György Frunda este căsătorit cu dr. Mártha Orsolya, medic primar urolog și adjunct universitar la Universitatea de Medicină și Farmacie Târgu Mureș. Împreună au două fiice: Csenge Orsolya (n. 1991) și Edva Anna (n. 1992). György Frunda este creștin reformat. György Frunda vorbește limba română la nivel de limbă maternă, limba engleză – nivel avansat, limba franceză – nivel mediu și limba germană – nivel începător.
Printre distincțiile primite, menționăm Ordinul de Merit al Republicii Ungare în Grad de Mare Cruce acordat de Președintele Ungariei Ferenc Mádl (20 august 2004).